# Ганс Ланда
Штандартенфюрер Ганс Ланда (англ. Hans Landa) — главный антагонист в фильме Квентина Тарантино «Бесславные ублюдки» 2009 года. Его изобразил австрийский актёр Кристоф Вальц, за свою игру получивший широкое признание и многочисленные награды.

## Концепция и создание
Квентин Тарантино сказал, что Ланда, возможно, самый лучший из когда-либо прописанных им персонажей. Первоначально он хотел, чтобы эту роль сыграл Леонардо Ди Каприо. Затем Тарантино решил, что персонажа сыграет немецкий актёр. В итоге роль досталась австрийцу Вальцу, который, по словам Тарантино, «вернул ему его фильм», так как чувствовал, что кинолента не может быть снята без Ланды как персонажа, но боялся, что роль «неиграбельна».
Когда Вальц проходил пробы на эту роль, он не имел никакой предварительной переписки с Тарантино или продюсером Лоренсом Бендером и считал, что персонаж Ганса Ланды использовался в процессе проб для того, чтобы провести кастинг на другие роли. Вальц заявил, что его больше всего впечатлил диалог[уточнить] и глубина характера персонажа.
Вальц описал характер Ланды как человека, который понимает устройство мира, заявив, что свастика для него ничего не значит. Он добавил, что им не движет идеология, и что если бы кто-то назвал Ланду нацистом, он бы пояснил, что это не так, заявив, что то, что он носит нацистскую форму, не означает, что он верит в нацистскую идеологию. В описании финала между[уточнить] «Бесславными ублюдками» и Ландой он называет его «реалистичным до бесчеловечности», добавляя, что он понимает, что мир не состоит из одних вещей, и хотя эти вещи могут противоречить друг другу, они не обязательно должны быть таковыми[уточнить].

## Действия в фильме
В начале фильма «Охотник за евреями» штандартенфюрер СД Ганс Ланда наносит неожиданный визит в дом французского фермера Перье Лападита в поисках членов еврейской семьи Дрейфусов. После долгого допроса Перье Лападит вынужден признаться, что прячет их у себя. По приказу Ганса Ланды солдаты расстреливают прячущихся под полом людей, однако 18-летней Шошанне Дрейфус удаётся бежать. Ланда берёт её на мушку, но в итоге не стреляет.
1944 год. Шошанна владеет одним из кинотеатров в Париже, в оккупированной Третьим Рейхом Франции, сменив свое имя на Эммануэль Мимьё. Все идет достаточно гладко, но позже она встречает одного из рядовых армии Третьего Рейха Фредерика Цоллера, который влюбляется в Шошанну. Шошанна отвечает с отвращением, так как категорически против дружить с одним из немцев из-за её прошлого. Шошанна рассказывает про её кинотеатр, и у Фредерика возникла идея.
Шошанну привезли в ресторан, где был Йозеф Геббельс и другие высокопоставленные лица Рейха. Оказывается, что Фредерик хотел предложить Геббельсу показать его новый фильм и провести вечеринку прямо в кинотеатре Шошанны. К столу подсаживается Ланда, знакомится с Эммануэль, и узнает Шошанну. Та в ответ узнает его, и еле сдерживает слезы.
Ланда предлагает выпить напитков и сьесть рулет. Он заказывает Шошанне молока и крем к рулету, что является некошерной пищей. Шошанна пытается начать есть рулет, но Ганс останавливает её, понимая, что предлагает ей некошерную еду. Ланда задает кучу достаточно некомфортных для Эммануэль вопросов и через какое-то время уходит, после чего Шошанна расплакалась. У Шошанны возникла идея поджечь её кинотеатр быстровоспламеняющейся нитроцеллюлозной кинопленкой, ведь тогда война будет закончена, так как на вечер должны были прийти высшие люди Германии, среди них были как минимум Йозеф Геббельс и Адольф Гитлер. Операция была названа «Кино».
В вечер премьеры приходит и сам Ланда. Он встречает «Бесславных Ублюдков», которые пришли вместе с немецкой актрисой Бриджит фон Хаммерсмарк, которую они почти вылечили после перестрелки в таверне в середине фильма. Бриджит представляет их как друзей из Италии. Ланда скрытно шутит про них и насмехается, после чего приглашает фон Хаммерсмарк на разговор. Та соглашается.
После той самой перестрелки в таверне, Ганс находит туфлю, которую предъявляет Бриджит. Он просит её надеть данную туфлю, которая как оказывается подходила ей. После данных событий и осознания, что что-то не так, Ланда пытается задушить Хаммерсмарк, что ему успешно удается сделать.
«Бесславных Ублюдков» Ланда берет в плен, и как оказалось, на переговоры. У Ганса на столе стоял телефон, один звонок — и вся операция бы провалилась. Ланда предлагает договориться, что война может закончиться этим вечером, но высший генерал «Ублюдков» вместе с правительством США должны пойти на уступки, которые включали выдачу полного гражданства Ланде и присвоения ему дома на острове Нантакет. Высшее командование соглашается на требования, после чего кинотеатр сгорает, и война заканчивается.
Ланду привозят на линию войск США, но прежде чем передать Ланду, главарь-лейтенант Альдо Рейн вырезает ножом на лбу Ланды свастику, чтобы «он не забывал, кем он был». По словам Квентина Тарантино, Ланду помиловали за его участие в прекращении Второй мировой войны и за то, что «он и Альдо Рейн свергли Гитлера».

## Приём
Вальц получил широкое признание критиков за свою роль Ланды и получил за неё приз за лучшую мужскую роль на Каннском кинофестивале 2009 года. Благодаря роли Ганса Ланды Вальц получил множество предложений от режиссёров сыграть роли в их фильмах, что позволило ему охарактеризовать ситуацию как «дикую».
Редактор фильма Хантер Стивенсон отметил, что международные зрители, в особенности американцы, будут удивлены талантом Вальца в этой роли, добавив, что он склоняется к тому, что Вальц будет номинирован на «Оскар» за лучшую мужскую роль второго плана. За свою игру Вальц был удостоен нескольких наград, включая премию «Золотой глобус» за лучшую роль второго плана и премию Гильдии киноактеров в той же категории в январе 2010 года. Он также получил премии BAFTA и «Оскар» за лучшую роль второго плана, став первым актёром, получившим «Оскар» за исполнение роли в фильме Квентина Тарантино.

### Анализ
Хантер Стивенсон с сайта /Film описал курительную трубку Ланды как ненавязчивую метафору маскулинности, а его любовь к молоку описывает как оставшуюся от эпохи невинности и первобытной связи. Стивенсон сравнил его со злодеем из «Крепкого орешка» Гансом Грубером, которого сыграл Алан Рикман, из-за его презрения к низшему[уточнить] интеллекту окружающих.
Вальц в одном из интервью отметил, что курительная трубка является тарантиновской аллюзией на Шерлока Холмса, который курил похожую трубку.